# إرميندو أونيغا
إرميندو أونيغا (بالإسبانية: Ermindo Onega) مواليد 30 أبريل 1940 في الأرجنتين - الوفاة 21 ديسمبر 1979، كان لاعب كرة قدم أرجنتيني كان يلعب كلاعب وسط. سبق له أن لعب في كأس العالم لكرة القدم مع منتخب بلاده.

## المسيرة الاحترافية

### أندية لعب لها
- ريفر بليت
- بنيارول
- فيليز سارسفيلد
- لاسيرينا

## روابط خارجية
- إرميندو أونيغا على موقع الاتحاد الدولي (مؤرشف)  (الإنجليزية)
- إرميندو أونيغا على موقع قاعدة بيانات كرة القدم.إي يو (الإنجليزية)
- إرميندو أونيغا على موقع ناشيونال فوتبول تيمز (الإنجليزية)
- إرميندو أونيغا على موقع عالم كرة القدم.نت (الإنجليزية)